# Archaeaspinus
Archaeaspinus fedonkini
Genre
Synonymes
- †Archaeaspis Ivantsov, 2001

Espèce
Archaeaspinus est un genre fossile d'animal préhistorique faisant partie de la faune de l'Édiacarien. C'est un des représentants de l'embranchement des Proarticulata qui inclut aussi Dickinsonia ou Karakhtia.
Le genre ne contient qu'une seule espèce: Archaeaspinus fedonkini, décrite par A. Yu. Ivantsov, en 2001.

## Présentation
L'holotype PIN 3993/5053 de l'espèce Archaeaspinus fedonkini a été découvert à Zimnergorsk, Taymyr, qui est un site marin vendien en Russie,,.

## Publications initiales
- (en) Ivantsov A. Yu, 2007. Small Vendian transversely Articulated fossils. Paleontological Journal. 41 (2): 113–122, DOI 10.1134/S0031030107020013.
- (en) Andrey Ivantsov, 2001. Vendia and Other Precambrian "Arthropods". Paleontological Journal, January 2001. Palaeontologische Zeitschrift 4:3-10